# Козлов, Владимир Васильевич (психолог)
Влади́мир Васи́льевич Козло́в (29 ноября 1957, Подлесное, Чувашская АССР) — российский учёный-психолог, специализируется в области социальной психологии, социальной работы, кризисологии, психологии сознания, методологии психологии. Доктор психологических наук.

## Биография

### Происхождение
Владимир Козлов родился 29 ноября 1957 года в Чувашии. В 1975 году окончил Янтиковскую среднюю школу. В 1976—1978 гг. служил в Вооружённых Силах СССР. Трудовую деятельность в сфере психологии начал в 1981 году на заводе Топливной аппаратуры (Ярославль) в психологической лаборатории Е. П. Шарапова.
В 1983 году окончил факультет психологии Ярославского государственного университета, после чего был распределён в Пермь на завод аппаратуры дальней связи инженером-психологом.

### Научная деятельность
С 1985 по 2000 год работал в Ярославском педагогическом университете на кафедрах философии, общей психологии, психологии и педагогики начального обучения.
С 1991 года работает в ЯрГУ имени П. Г. Демидова. В 1993 году защитил кандидатскую диссертацию по теме расширенных состояний сознания. В 1997 и 1999 годах защитил две диссертации на степень доктора психологических наук (первая — по специальности «Общая психология», вторая — по специальности «Социальная психология»).
Специализация Владимира Козлова — социальная психология, социальная работа, психология сознания, методология психологии.
В 1994 году был избран исполнительным директором и членом президиума Международной Академии психологических наук (МАПН), в 2003 году стал вице-президентом МАПН, с 2007 года — Первым вице-президентом МАПН, в 2010 году — президентом МАПН (общественная организация без регистрации юридического лица).
Владимир Козлов занимается разработкой психологической теории, методологии работы с кризисами личности и групп, а также внедрением новых психотехнологий. Им были выделены подходы для исследования различных методов, использующих изменённые состояния сознания, и проведены многоуровневые исследования влияния этих методов на психофизиологию, нейропсихологию, когнитивную сферу и психическое состояние, свойства и качества личности, групповую динамику.
Владимир Козлов занимается внедрением новых образовательных программ для психологов и психотерапевтов, а также прилагает значительные усилия для интеграции профессионального психологического сообщества. Он является директором-организатором ежегодного (сентябрьского) Международного конгресса по социальной психологии, проходящего в Ярославле, а также инициатором, основателем и председателем ежегодной (апрельской) конференции «Интегративная психология: теория и практика», в которой регулярно принимают участие ведущие представители российского академического психологического сообщества
.
Владимир Козлов стал научным куратором Института трансперсональной психологии (Москва), Института развития личности (Москва), организатором и руководителем специализации по интенсивным интегративным психотехнологиям Международной Академии Психологических наук. Он основал Международный Институт интегративной психологии. В период с 1990 по 2010 гг. участвовал в качестве председателя, директора-организатора, руководителя секций и круглого стола, докладчика в 85 отечественных и зарубежных конференциях. Координировал 65 международных конференций по проблемам теории и практики психологии.
Владимир Козлов организовал выпуск ряда научных журналов, популяризирующих достижения психологической науки. Он является членом редакционного Совета Международного издательского проекта «Тексты трансперсональной психологии», основателем и главным редактором журнала «Вестник интегративной психологии», редактором цикла научных сборников «Труды Ярославского методологического семинара» (2003—2007), главным редактором ежегодного научного сборника «Седьмая волна психологии», редактором научного сборника «Методология современной психологии».
Профессор кафедры социальной и политической психологии, член докторского диссертационного совета Ярославского государственного университета им. П. Г. Демидова

## Семья
- Отец: Козлов Василий Григорьевич (07.03.1928—02.05.1999)
- Мать: Козлова Надежда Михайловна (21.05.1926—06.12.2004)
- Братья и сестры: Сорокина (Козлова) Валентина Васильевна (род. 03.11.1948); Козлов Михаил Васильевич (род. 08.12.1950); Ирбитская (Козлова)Зоя Васильевна (род. 09.08.1954); Козлов Анатолий Васильевич (13.03.1955—29.03.2012); Козлов Виталий Васильевич (род. 19.09.1959); Козлов Геннадий Васильевич (род. 16.07.1962).
- Супруга: Лазарянц Ольга Витальевна (род 22.05.1962)
- Дети: дочь Козлова Надежда Владимировна (род. 08.02.1985); дочь Козлова Варвара Владимировна (род. 07.12.1989); сын Козлов Вадим Владимирович (род. 19.11.1991).

## Участие в профессиональных сообществах
- Действительный член Международной Академии психологических наук.

## Звания и награды
- По итогам 2001, 2003, 2006 годов признан победителем в конкурсе ЯрГУ им. П. Г. Демидова на звание «Лучший ученый университета».[10][значимость факта?].
- 2002 год, ноябрь — за выдающиеся заслуги в науке и подготовке научных кадров награждён орденом Международной Академии Психологических наук «За заслуги в психологии».[значимость факта?].
- 2004 год, апрель — за выдающиеся заслуги в науке и подготовке научных кадров награждён медалью за заслуги в науке «Человеческий фактор».м.
- 2005 год, октябрь — Лауреат Национального профессионального психологического конкурса «Золотая Психея» по итогам 2004 года в номинации «Личность 2004 года в психологической практике»[значимость факта?].
- 2006 год, октябрь Победитель Национального профессионального психологического конкурса «Золотая Психея» по итогам 2005 года в номинации «Личность 2005 года в психологической практике»[значимость факта?].
- 2007 год, июнь — Лауреат Национального профессионального психологического конкурса «Золотая Психея» по итогам 2006 года в номинации «Личный вклад в становление единого профессионального психологического сообщества России» ( г.)[11][значимость факта?].
- 2008 год, декабрь — удостоен Почётного Звания РАЕ «Основатель научной школы»м.
- 02.11.2009 — Почётное звание «Заслуженный деятель науки и образования» РАЕ[значимость факта?].
- 03.11.2009 — Медаль имени В. И. Вернадского Российской Академии Естествознания[значимость факта?]
- Награждён за развитие психологической службы в России грамотой Президента РПО[значимость факта?].
- Звание лауреата Национального профессионального психологического конкурса «Золотая Психея» за 2010 год[значимость факта?].